# Hot-N-Fun
Hot-n-Fun è un brano musicale dei N.E.R.D, estratto come singolo dall'album Nothing, di cui anticipa la pubblicazione. Il brano figura il featuring della cantante Nelly Furtado. Il singolo è stato pubblicato il 5 luglio 2010.
Il video musicale prodotto per Hot-n-Fun è stato diretto dal regista Jonas Åkerlund.

## Video
Il video presenta i N.E.R.D. che guidano e attraversano il deserto raccogliendo autostoppiste femmine nella loro auto Kaws dipinta a Rolls-Royce. Più tardi si parte con gli autostoppisti attorno a un fuoco-bomba. Nelly Furtado canta e compare solo in scene separate, in primo luogo nel cielo, in un secondo il-fuoco bomba. I N.E.R.D. hanno reso omaggio ai Beatles di Yellow Submarine e di Magical Mystery Tour, definendolo una cavalcata psichedelica. Il video riprende stili dalla fine degli anni sessanta, e primi anni settanta.

## Tracce
Promo - CD-Single Interscope - (UMG)
1. Hot-N-Fun - 3:21

Remixes - Promo - CD-Maxi Interscope - (UMG)
1. Hot-N-Fun (Normal Edit) - 3:21
2. Hot-N-Fun (Starsmith Club) - 5:35
3. Hot-N-Fun (Starsmith Radio Remix) - 3:31
4. Hot-N-Fun (Wideboys Club) - 6:02
5. Hot-N-Fun (Wideboys Radio) - 3:51
6. Hot-N-Fun (Wideboys Dub) - 6:02
7. Hot-N-Fun (Yeasayer Remix) - 3:43
8. Hot-N-Fun (Nero Remix) - 4:07
9. Hot-N-Fun (Boys Noize Main Remix) - 5:57
10. Hot-N-Fun (Boys Noize Radio Remix) - 3:31
11. Hot-N-Fun (Boys Noize Inst. Remix) - 5:57
12. Hot-N-Fun (Crookers Main Remix) - 5:09
13. Hot-N-Fun (Crookers Radio Remix) - 3:53
14. Hot-N-Fun (Crookers Inst. Remix) - 5:06
15. Hot-N-Fun (Hot Chip Remix) - 6:03

## Classifiche
| Classifica (2010)   | Posizione più alta |
| ------------------- | ------------------ |
| Hot Dance Club Play | 49                 |
| Australia           | 52                 |
| Belgio (Fiandre)    | 23                 |
| Belgio (Vallonia)   | 88                 |
| Canada              | 98                 |
| Italia              | 28                 |
| Paesi Bassi         | 88                 |
| Regno Unito         | 49                 |
| Slovacchia          | 41                 |